# Tricyphona ussurica
Tricyphona (Tricyphona) ussurica là một loài ruồi trong họ Pediciidae. Chúng phân bố ở vùng sinh thái Palearctic.